# Homogenic
Albums de Björk
Post
(1995) Vespertine
(2001)
Homogenic est le quatrième album studio de la chanteuse islandaise Björk, sorti en 1997.
Homogenic a été co-produit par Mark Bell, fondateur du groupe de musique électronique LFO.

## Liste des titres
| 1.    | Hunter              | Björk               | Björk, Mark Bell    | 04:15 |
| 2.    | Jóga                | Björk, Sjón         | Björk, Mark Bell    | 05:05 |
| 3.    | Unravel             | Björk, Guy Sigworth | Björk, Guy Sigworth | 03:21 |
| 4.    | Bachelorette        | Björk, Sjón         | Björk               | 05:12 |
| 5.    | All Neon Like       | Björk               | Björk, Mark Bell    | 05:53 |
| 6.    | 5 Years             | Björk               | Björk, Mark Bell    | 04:29 |
| 7.    | Immature            | Björk               | Mark Bell           | 03:06 |
| 8.    | Alarm Call          | Björk               | Björk, Mark Bell    | 04:19 |
| 9.    | Pluto               | Björk, Mark Bell    | Björk, Mark Bell    | 03:19 |
| 10.   | All Is Full of Love | Björk               | Howie Bernstein     | 04:33 |
| 43:35 |                     |                     |                     |       |

| Titres supplémentaires - 1re édition japonaise | Titres supplémentaires - 1re édition japonaise | Titres supplémentaires - 1re édition japonaise | Titres supplémentaires - 1re édition japonaise | Titres supplémentaires - 1re édition japonaise | Titres supplémentaires - 1re édition japonaise | Titres supplémentaires - 1re édition japonaise | Titres supplémentaires - 1re édition japonaise | Titres supplémentaires - 1re édition japonaise | Titres supplémentaires - 1re édition japonaise |
| No                                             | Titre                                          | Auteur                                         | Production                                     | Durée                                          |                                                |                                                |                                                |                                                |                                                |
| ---------------------------------------------- | ---------------------------------------------- | ---------------------------------------------- | ---------------------------------------------- | ---------------------------------------------- | ---------------------------------------------- | ---------------------------------------------- | ---------------------------------------------- | ---------------------------------------------- | ---------------------------------------------- |
| 11.                                            | Jóga (Mixage de Howie B.)                      | Björk, Sjón                                    | Björk, Mark Bell                               | 05:00                                          |                                                |                                                |                                                |                                                |                                                |
| 12.                                            | Sod Off                                        | Björk                                          | Björk                                          | 02:54                                          |                                                |                                                |                                                |                                                |                                                |
| 13.                                            | Immature                                       | Björk                                          | Björk                                          | 02:48                                          |                                                |                                                |                                                |                                                |                                                |
| 14.                                            | So Broken (Guitare Flamenco: Raimundo Amador)  | Björk                                          | Björk                                          | 05:59                                          |                                                |                                                |                                                |                                                |                                                |
| 15.                                            | Nature is ancient                              | Björk, Mark Bell                               | Björk, Mark Bell                               | 03:37                                          |                                                |                                                |                                                |                                                |                                                |
| 16.                                            | Jóga (Mixage d'Alec Empire)                    | Björk, Sjón                                    | Björk, Mark Bell                               | 08:44                                          |                                                |                                                |                                                |                                                |                                                |
| 72:37                                          |                                                |                                                |                                                |                                                |                                                |                                                |                                                |                                                |                                                |

## Instruments et musiciens
- Claviers : Björk, Mark Bell, Guy Sigsworth
- Programmation Machines : Mark Bell, Markus Dravs, Richard Brown, Marius De Vries, Howie B.
- Programmation des rythmes : Mark Bell, Markus Dravs
- Batterie électronique : Trevor Morais
- Clavecin, Orgue : Guy Sigsworth
- Accordéon : 小林靖宏 (Kobayashi Yasuhiro), dit こば (Coba)
- Glassharmonica : Alasdair Malloy
- Cordes (1, 2, 6 et 9) : Icelandic String Octet (Octuor à cordes islandais), dirigé par Eumir Deodato
  - Violon : Sigrún Eðvaldsdóttir, Sigurbjörn Bernharðsson, Sif Tulinius, Una Sveinbjarnardóttir
  - Alto : Guðrún Hrund Harðardóttir, Móeiður Anna Sigurðardóttir
  - Violoncelle : Sigurður Bjarki Gunnarsson, Jón Ragnar Örnólfsson
- Orchestre de chambre (4) : (Contracteur Musical: Isobel Griffiths)
  - Violon : Gavyn Wright, Wilf Gibson, Peter Oxer, Roger Garland, Jim McLeod, Ben Cruft, Perry Montague-Mason, Vaughan Armon, Maciej Rakowski, Mark Berrow
  - Alto : George Robertson, Peter Lale, Roger Chase, Bill Hawkes
  - Violoncelle : Martin Loveday, Helen Liebmann, Paul Kegg, John Tunnell
  - Contrebasse : Chris Laurence, Mike Brittain, Paul Gardham, Paul Pritchard
  - Cor d'harmonie : Jeff Bryant, Mike Thompson
  - Timbales : Steve Henderson
  - Caisse claire (Tambour Militaire) : Frank Ricotti
  - Harpe : Helen Tunstall

## Contributions

### Transcription, orchestration et arrangements
Transcription et orchestration :
- Eumir Deodato (1, 2, 4, 6, 9)

Arrangements :
- Eumir Deodato (1, 9)
- Björk (2, 4, 6)

### Ingénieur du son
- Markus Dravs
- Steve Price (4)

### Mixage
- Mark <Spike> Stent (1, 2, 3, 4, 5, 6, 7, 8, 9, 12, 13, 14, 15)
- Howie Bernstein (2, 10, 11)

## Pochette
- Photo : Nick Knight
- Graphisme : Me Company
- Stylisme : Alexander McQueen, Katy England

« La chanteuse, photographiée par Nick Knight dans un kimono griffé Alexander McQueen, arbore un maquillage de geisha mutante, un collier de femme-girafe du nord de la Thaïlande et une coiffure inspirée de la tradition coréenne ».

## Formats de support, packaging et parutions annexes
L'ensemble des formats et dates de parution ci-dessous concernent la Grande-Bretagne.
| No | Format | Date de parution |
| -- | --- | ---------------- |
| 1  | CD, boîtier plastique traditionnel (Jewel Case)                                                           | septembre 1997   |
| 2  | Digipack (CD sur support plastique fixé sur packaging carton, 2 volets)                                   | septembre 1997   |
| 3  | Cassette audio                                                                                            | septembre 1997   |
| 4  | Disque vinyle, 30 cm                                                                                      | septembre 1997   |
| 5  | MiniDisc                                                                                                  | septembre 1997   |
| 6  | Disque vinyle, 30 cm, 180 g                                                                               | janvier 2000     |
| 7  | Live in Cambridge (DVD, vidéo enregistrée le 2 décembre 1998)                                             | novembre 2001    |
| 8  | Coffret Live (4 CD Live, Debut, Post, Homogenic, Vespertine, + 1 DVD, pochettes carton dans boîte carton) | août 2003        |
| 9  | CD Live (CD “Homogenic” du no 8 dans boîtier “Jewel Case”)                                                | janvier 2004     |
| 10 | Coffret Surrounded (Coffret de 7 DualDisc : 7 albums + vidéo-clips correspondants)                        | juillet 2006     |
| 11 | DualDisc (Homogenic + vidéo-clips correspondants, du no 10)                                               | juin 2007        |

## Singles
Cinq singles ont été extraits de l'album,,.
| No | Titre               | Date de parution                | Éditions commerciales  |
| -- | ------------------- | ------------------------------- | ---------------------- |
| 1  | Jóga                | septembre 1997                  | Drapeau du Royaume-Uni |
| 2  | Bachelorette        | décembre 1997 ( 5 janvier 1998) | Drapeau du Royaume-Uni |
| 3  | Hunter              | 5 octobre 1998 ( 1er juin 1998) | Drapeau du Royaume-Uni |
| 4  | Alarm Call          | novembre 1998                   | Drapeau du Royaume-Uni |
| 5  | All Is Full of Love | 7 juin 1999                     | Drapeau du Royaume-Uni |

## L'enregistrement

### Le projet
Les premiers enregistrements pour l'album Homogenic sont réalisés pendant la tournée de Post, dès la fin de l'année 1995. Entraînée, avec Debut et Post, dans une série de collaborations au hasard de rencontres cosmopolites, Björk désire alors affirmer son identité islandaise, s'impliquer davantage dans l'ensemble du processus de création de ses disques et revenir sur la formation classique qu'elle a reçue dans son enfance. Consciente qu'il n'existe pas de tradition musicale islandaise en tant que telle, elle cherche à concevoir ce qui pourrait être les caractéristiques principales de son identité. Elle perçoit son pays natal en termes d'oppositions : conformiste / moderniste, hospitalier / hostile, pragmatique / spiritualiste, et décide de traduire musicalement ces multiples dualités par une discordance fondamentale entre une rythmique "sale" et distordue et des arrangements de cordes épiques et mélodramatiques.
Le travail sur la collection des sons et des rythmes, qui doivent évoquer les éruptions des volcans et des geysers islandais, est confié à l'ingénieur du son Markus Dravs qui s'installe dans la demeure de la chanteuse dans le quartier de Maida Vale, à Londres, dans le petit studio qu'il a aménagé, pendant que celle-ci assure sa tournée. Markus Dravs crée une centaine de sections rythmiques à partir desquelles Björk compose les mélodies pour une première série de chansons, comme Jóga, Bachelorette ou 5 Years. Les sessions d'enregistrement se poursuivent ainsi par intermittence, entre les concerts de la tournée de Post, jusqu'à « l'affaire Ricardo Lopez », du nom d'un fan déséquilibré de la chanteuse qui se donne la mort le 12 septembre 1996. Journalistes et paparazzi assiègent littéralement, à partir de là, le domicile de Björk.

### L'installation en Espagne
Déjà fragilisée par une année difficile au niveau personnel et éprouvante professionnellement, la chanteuse envisage alors de quitter l'Angleterre afin de poursuivre l'élaboration de son album plus sereinement. L'enregistrement d'un morceau qu'elle compose en réaction à ces évènements, So Broken, lui en donne la possibilité. Elle désire en effet s'accompagner pour l'occasion d'un guitariste flamenco dans un style qu'elle veut d'abord parodique, afin de mieux traduire ce qu'elle considère comme l'absurdité de sa situation depuis quelques années déjà. Le batteur qui l'accompagne pour la tournée de Post, Trevor Morais, lui recommande le guitariste Raimundo Amador qui réside à Malaga, et lui propose de passer une semaine ou deux dans la résidence secondaire qu'il possède non loin de là, près de Ronda, et dans laquelle il a fait installer un petit studio d'enregistrement, El Cortijo. Elle s'y rend en novembre 1996.
"Je suis arrivée un vendredi. Je suis entrée dans la maison, j'ai observé la vue qu'on avait depuis là et je me suis dit : je reste". Séduite par le site sur lequel est construite la villa, isolée parmi les massifs montagneux de Ronda, Björk décide en effet d'y enregistrer la totalité de son album. Avant cela, elle retourne en Islande pour les fêtes de fin d'année. Son père lui a loué une maison près du site de Geysir où elle prend du recul et réfléchit aux quatre années qu'elle vient de traverser et à leurs conséquences. Elle finalise Jóga et compose quelques morceaux dans un état d'esprit de flottement et de doute quant à son avenir professionnel et personnel. Par ailleurs, entre novembre 1996 et janvier 1997, la promotion pour la sortie de Telegram la fait passer par New York, Chicago, Toronto et Londres où elle annonce dès novembre 1996, lors d'une conférence de presse à Soho, qu'elle a pris la décision de quitter l'Angleterre définitivement,. Puis elle retourne à Malaga en Espagne et fait rapidement venir Markus Dravs, Guy Sigsworth, Howie B., qui l'a déjà accompagnée sur Post, et Mark Bell, avec qui elle souhaitait collaborer depuis qu'elle avait fait sa connaissance, en 1991. Ce dernier, initialement venu pour quelques jours, participera à la production d'Homogenic et sera présent tout au long de l'enregistrement, jusqu'au mixage, confié à Mark Stent.
Durant quatre mois, de février à mai 1997, les sessions d'enregistrement se déroulent dans une ambiance familiale. Björk trouve l'inspiration en parcourant chaque jour les sentiers montagneux environnants. Selon l'interview qu'elle accorde au magazine New Yorkais Smug en février, une quinzaine de démos ont alors déjà été gravés, avec l'aide de Mark Bell et Markus Dravs. Certains sont invités à partager le quotidien de l'équipe durant quelques jours, comme l'accordéoniste japonais présent dans la tournée de Post, Coba, qui exécute quelques passages d'accordéon qui ne seront toutefois pas incorporés tels quels dans l'album mais samplés, découpés et retravaillés par Mark Bell, par exemple pour Hunter. Les arrangements et transcriptions pour cordes sont réalisés avec l'aide du brésilien Eumir Deodato qui rejoint l'équipe vers la fin de la période, de même que les musiciens de l'Icelandic String Octet qui sont appelés aux quatre coins du monde (New York, Berlin, Australie) où ils officient au sein de différents orchestres. Après plusieurs essais pour déterminer les meilleures options de production, de nombreux morceaux sont ensuite enregistrés live, en une seule prise. En juin l'album est mixé par Mark Stent, en présence de Björk et Mark Bell. Mark Stent n'ajoute aucun effet à l'ensemble, ceux-ci étant déjà présents avant le mixage, et œuvre principalement afin d'obtenir les bons niveaux.

### La version définitive
Prévue initialement au mois d'août, la sortie de l'album doit être retardée d'un mois pour permettre à Björk de fixer son choix définitif des chansons et des versions qui y seront présentes. Après hésitation, elle écarte par exemple So Broken, qu'elle ne parvient pas à faire coller avec le reste de l'album, et choisit la version d'Howie B. du morceau clôturant le disque, All Is Full of Love. Le titre de l'album est également sujet à tergiversations. Consciente de son identité islandaise mais rétive à toute tentation identitaire, la chanteuse opte généralement pour des titres comprenant un seul terme, à consonance plus internationale ou latine qu'anglo-saxonne, alors qu'elle utilise l'anglais dans ses textes pour se faire comprendre. Pour son quatrième album, le mot "Homogenic", pour traduire l'idée de cohérence qu'elle se fait de l'album, lui vient très tôt à l'esprit, ignorant que le terme exact auquel elle veut faire référence est « homogeneous ». On lui fait remarquer son erreur mais, après une période d'atermoiement, elle opte néanmoins finalement pour « homogenic ».

## Description
Il s'agit, selon de nombreux critiques musicaux et beaucoup de ses fans, du plus beau et du plus abouti des albums de Björk. Dans le hit (fait par les fans) de préférence des albums de Björk, il arrive en première place.
Homogenic porte bien son nom car les chansons se complètent parfaitement. On pourrait presque dire que cet album est « compact ». Les chansons sont basées sur les mêmes sons électroniques, et sont pourtant toutes différentes à leur manière. Cet album est doté d'une ambiance assez « lourde », qui donne l'impression d'évoluer dans un petit monde clos de résonances. Les sons électroniques prédominent, ainsi que les cordes (violons et violoncelles).

### Les textes
En novembre 1997, le magazine musical britannique Vox publie les commentaires de Björk sur chaque titre de l'album. En voici ci-dessous une traduction :
Hunter : « Beaucoup de mes amies sont taraudées par la question de savoir si elles doivent se poser ou continuer de vivre en adolescentes. Le morceau, c’est moi en train de spéculer quand est-ce que cela arrive. »
Jóga : « Jóga est ma meilleure amie. Si on peut parler de mariage spirituel, cela s’applique à nous. »
Unravel : « Quand vous vivez avec une personne, chacun se retrouve assujetti à l’autre. Puis, tout à coup, vous voyagez et vous êtes seul(e). Quand vous retrouvez la personne, vous êtes devenu autonome. »
Bachelorette : « Bachelorette est cette femme qui est devenue adulte et retourne à la ville pour se confronter aux autres grâce à l’amour. »
All Neon Like : « Le morceau était d’abord intitulé « Techno Prayer ». Une prière moderne. Vous fermez les yeux et imaginez une sorte de faisceau laser Internet tout le long du chemin qui vous sépare de la personne que vous aimez. Et puis vous lui souhaitez tout le bien possible. »
5 Years : « Je pense que comme je suis plutôt hardcore, les gens commencent à m’éviter quand ce sont des lâches émotionnellement. Donc, souvent, ça devient mon rôle de prêcher. »
Immature : « Je n’arrive jamais à décider qu’est-ce qui est le plus courageux ; être seule ou avec quelqu’un. »
Alarm Call : « L’année dernière j’écoutais Michael Jackson, avant qu’il fasse Off the Wall. Il y a tant de joie dans sa voix. Le morceau s’intitulait d’abord « Jacko », en total respect. »
Pluto : « Mark Bell peut faire avec une machine ce qu’Hendrix faisait avec une guitare. »
All Is Full Of Love : « J’avais voyagé pendant quatre ans comme une malade. J’étais comme Bruce Willis dans Die Hard. Puis je me suis arrêtée en Espagne. C’est comme un jour ensoleillé après que les nuages ont déversé toute leur flotte. »

## La tournée

### Premières présentations
Durant le mois de juin 1997, Björk fait partie de l'affiche du 2e Tibetan Freedom Concert. Accompagnée de Mark Bell et d'un ensemble de cordes, elle y interprète les morceaux All Neon Like, Jóga, Hunter et Pluto devant le public du Downing Stadium de New York. Au mois de juillet elle accorde une conférence de presse dans la brasserie londonienne "Truman's Brewery", à environ 300 invités de la presse musicale internationale afin de présenter son nouvel album en avant-première; présentation durant laquelle elle joue avec Mark Bell et un quatuor à cordes l'intégralité du disque, ainsi que la chanson Isobel. Suivent trois jours d'interviews exclusives données à l'hôtel Metropolitan de Londres,. La chanteuse se rend ensuite en Islande où elle retrouve le réalisateur Michel Gondry avec qui elle tourne le clip accompagnant le morceau Jóga, premier single extrait de l'album à venir. Désormais plus soucieuse que par le passé de pouvoir organiser et limiter ses rapports avec la presse, elle n'accorde durant ce mois d'août qu'une seule interview, aux Inrockuptibles.

### Une mini-tournée promotionnelle
La sortie de l'album étant retardée pour les raisons évoquées plus haut et également afin de permettre à Björk de réenregistrer certaines parties vocales, One Little Indian décide néanmoins de faire paraître le single Jóga comme prévu initialement, début septembre, et de demander à la chanteuse de se produire, dans le même temps, sur une petite tournée de sept représentations uniquement, pour en assurer la promotion: l'Allemagne, les Pays-Bas, la France, la Belgique, l'Espagne et l'Angleterre accueillent la chanteuse accompagnée uniquement de Mark Bell. À chaque fois, durant une petite demi-heure, quelques titres de l'album sont interprétés à l'issue desquels un petit nombre d'interviews sont accordées. Le 7 septembre, par exemple, elle se produit dans la salle The Movie Disco de Barcelone, puis donne deux entrevues pour les magazines Ajoblanco et Rock de Lux.

### Une tournée interrompue
Le 2 novembre 1997, Björk entame la tournée d'Homogenic proprement dite par un concert aux Halles de Shaerbeek de Bruxelles. Durant à peu près une heure elle se produit sur une scène dont l'atmosphère obscure, le décor et les jeux de lumière évoquent tour à tour l'intérieur du corps humain, le fond des océans, l'espace ou "ce qui se rattache à l'avenir et peut-être à la science". La salle, dont la capacité maximale d'environ 2 000 personnes est atteinte, accueille un public conquis de jeunes trentenaires, pour la majorité d'entre eux. La tournée se poursuit dans des conditions similaires, passant par des salles accueillant entre 1 500 et 3 000 personnes, à Amsterdam (le 3), Rotterdam (le 5, pour la cérémonie des "MTV European Music Awards"), Florence (le 7), Lausanne (le 9), Paris, Oxford (le 11), Londres (les 12 et 13), Édimbourg (le 15), Dublin (le 17), Francfort (le 19), Copenhague (le 20) et Stockholm (le 22). À Paris, la Mutualité reçoit la chanteuse, le 10 novembre, pour un concert dont la totalité des billets est écoulée en deux heures seulement après la mise en vente. Sur scène Björk est accompagnée par un octuor à cordes islandais: l'Icelandic String Octet, et par Mark Bell et Richard Brown aux machines, ce dernier ayant participé aux programmations lors de l'enregistrement d'Homogenic et n'étant présent qu'aux premières dates de la tournée. Mais c'est en tout une équipe permanente de 25 personnes qui escorte la chanteuse sur l'ensemble de cette tournée, prévue pour durer les 4 semaines de novembre en Europe et une dizaine de jours de décembre aux États-Unis. Aux musiciens, techniciens et autres personnes qui accompagnent habituellement la chanteuse, s'ajoutent cette fois un "coach", chargé de prendre soin de sa voix, et un professeur de gymnastique pour veiller en particulier à la bonne santé de son dos. Des problèmes récurrents de voix sur la précédente tournée de Post lui font en effet redouter de devoir de nouveau annuler des représentations.
C'est toutefois une affection d'un autre genre qui vient interrompre prématurément cette tournée. Alors que l'ensemble des contrats prévus en Europe ont été honorés et qu'elle prend deux semaines de repos à Reykjavik avant de redémarrer sa tournée aux États-Unis le 5 décembre, la chanteuse est subitement atteinte d'une forte fièvre. Une infection rénale est diagnostiquée et Björk est admise à l'hôpital le jeudi 27 novembre pour une intervention bénigne, puis gardée en observation jusqu'au lundi. Les concerts prévus en décembre à Los Angeles (les 5 et 8), San Francisco (le 7), Seattle, Chicago (le 11), Boston et New York (le 14 et le 16, pour une émission télévisée), sont alors annulés et la suite de la tournée reportée jusqu'au printemps 1998.
C'est en effet le 16 avril 1998 que Björk reprend sa tournée là où elle l'avait laissée : le concert de Los Angeles marque le début d'une série d'une dizaine de représentations en Amérique du Nord. Puis l'Europe est à nouveau traversée, en commençant par la France où le Zénith de Paris accueille la chanteuse les 6 et 7 juin pour deux concerts « sold-out et surchauffés », « la quasi-totalité de son dernier album [y étant] interprétée dans un somptueux décor évoquant les fonds marins ». À la fin du mois d'août, la tournée passe en Amérique du Sud, en particulier en Argentine où la chanteuse ne s'était pas encore produite en solo, un concert prévu en 1996 ayant du être annulé pour des problèmes de voix. Après une pause de près de trois mois, une série de cinq concerts en Angleterre clôture une tournée généralement saluée par la critique, bien plus modeste toutefois que la précédente en termes de pays visités et du nombre de représentations données.

### Vers une nouvelle expérience
C'est au début de cette tournée que Björk décide de se lancer dans une aventure qui entraînera l'apparition de l'album suivant, Selmasongs, et marquera un tournant important dans sa carrière. Selon l'interview qu'elle accorde au magazine Studio, elle explique : « Les gens du bureau [de Lars von Trier] n'arrêtaient pas de me relancer, jusqu'au jour où, alors que j'étais en tournée, je ne sais plus où, peut-être bien en Italie, ils m'ont fait passer la vidéo de Breaking the Waves. J'ai eu alors un tel choc... ». Elle accepte alors de rencontrer le réalisateur, puis de composer la musique du film. Pour le magazine Premiere, elle déclare par ailleurs : « Après un an de travail, il [Lars von Trier] finit par me dire que si je ne jouais pas Selma, il ne ferait pas le film! ». Après hésitation, elle se résout à accepter la proposition. Lorsqu'elle est interviewée par Job de Wit, pour le magazine néerlandais OOR (en), à la fin de 1998, elle a déjà pris sa décision d'interpréter le rôle principal du film Dancer in the Dark. Selon toute vraisemblance, c'est donc à la suite de son passage à Florence, en début novembre 1997, que la décision de rencontrer Lars von Trier a été prise.

## Clips

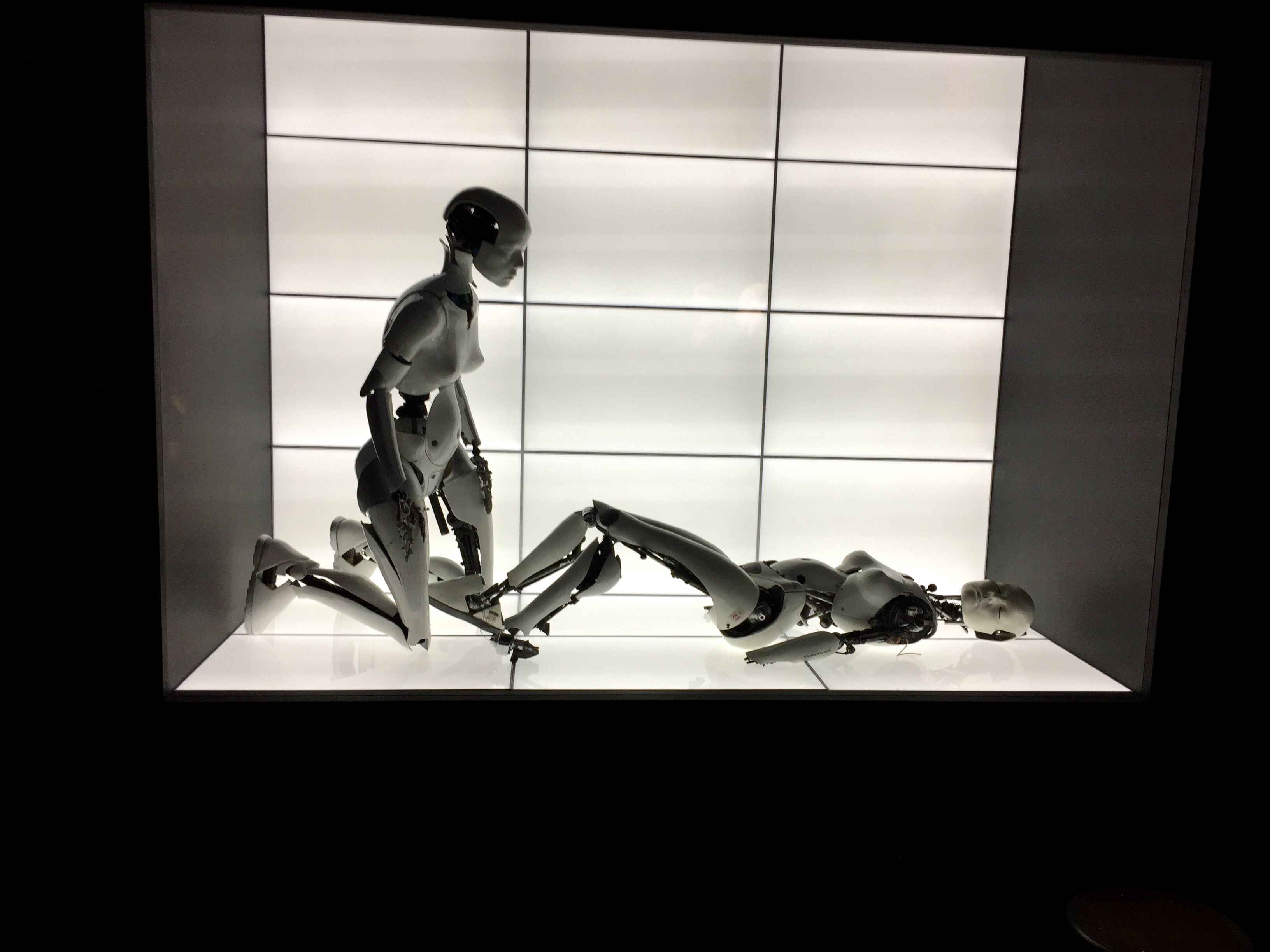
Répliques des robots du clip de All Is Full of Love exposées au MoMA de New York en 2015.

Les 5 singles issus de cet album ont été accompagnés d'un clip vidéo:
- Jóga, réalisé par Michel Gondry
- Bachelorette, réalisé par Michel Gondry
- Hunter, réalisé par Paul White
- Alarm Call, réalisé par Alexander McQueen
- All Is Full of Love, réalisé par Chris Cunningham

## Accueil critique et public

### Le contexte
Lorsque paraît son troisième album en septembre 1997, Björk a déjà atteint, dans le monde entier et plus particulièrement en Grande-Bretagne, une notoriété bien plus importante que celle dont a jamais bénéficié son ancien groupe The Sugarcubes. Cette notoriété se mesure à la fois en termes de reconnaissance critique, de succès commercial et de niveau de popularité.

#### La critique
La reconnaissance critique se manifeste dès la sortie de son premier album solo, Debut, en juillet 1993, qui recueille un concert quasi unanime de louanges de la part de la presse musicale dans le monde entier: du NME au Melody Maker au Royaume-Uni, de Rock & Folk et Best aux Inrockuptibles en France, Audio en Allemagne, Rock De Lux en Espagne, pour ne citer que ces quelques exemples européens. Deux Brit Awards ("Best International Newcomer", "Best International Female Artist"), obtenus le 14 février 1994, confortent la position de la chanteuse comme révélation de l'année. Le second album, Post, paru en juin 1995, moins consensuel dans sa forme, suscite néanmoins (ou de ce fait même) le même accueil favorable de la part de la critique internationale,,,,,,,, et il n'y a guère que l'album de remix, Telegram, paru en novembre 1996, pour provoquer quelques réactions (très) négatives.
Cette reconnaissance critique se manifeste à un niveau des plus prestigieux et des plus inattendus, puisque le 3 mars 1997, Björk se voit décerner le Nordic Council Music Prize lors d'une cérémonie très solennelle à Oslo. C'est, encore en 2009, l'une des très rares personnalités issue du monde de la pop à avoir été honorée de ce prix.

#### La réussite commerciale
Le succès critique de Debut s’accompagne d’une indéniable réussite commerciale, sans pour autant en être la cause unique, puisque "seulement" un peu plus de 100 000 exemplaires de l’album sont écoulés en Grande-Bretagne dans les six premiers mois de son exploitation. C’est en fait à partir du début de l'année 1994 que Björk passe réellement du statut d’ex-chanteuse de groupe "indé" à celui de pop star. En avril 1994, le chiffre de 500 000 ventes est atteint en Grande-Bretagne. Cette même année l’album est certifié disque d’or aux États-Unis (500 000 exemplaires vendus) et le disque rencontre un succès similaire à peu près partout sur les continents européen, américain et asiatique. Le chiffre de 3 000 000 exemplaires vendus dans le monde est atteint au moment où paraît Homogenic. Le succès commercial de Post est logiquement plus rapide et le disque parvient à un niveau comparable de ventes mondiales lorsque sort le troisième album. Viennent s’ajouter à ces chiffres les ventes des singles dont la plus belle réussite obtenue en cette fin 1997 reste celle d'It's Oh So Quiet, vendu à plus de 200 000 unités au Royaume-Uni dès janvier 96.

#### La popularité
La personnalité de Björk et ses origines, perçues le plus souvent comme "exotiques", entraînent enfin rapidement un engouement médiatique qui dépasse le cadre habituel du "pop star system", en particulier en Grande-Bretagne, et lui vaut autant les gros titres du Sunday Express ou du Sun, que 2 couvertures du Face et 3 de I-D en trois ans. Mais indépendamment de sa forte présence médiatique outre-Manche, l'un des quelques indicateurs objectifs du niveau de popularité qu'atteint la chanteuse en Grande-Bretagne à cette époque est sans doute l'apparition d'une marionnette à son effigie dans l'émission satirique hebdomadaire Spitting Image à partir de 1994.

### Accueil

#### La critique - Les prix
L'accueil critique dans les différents pays où le disque est commercialisé est globalement favorable. Mais si de nombreux chroniqueurs voient en Homogenic un album important et surprenant, un tournant ou un point culminant dans la carrière de la chanteuse, lui reconnaisse une certaine audace, une véritable intensité dramatique et saluent une indéniable sincérité et une cohérence dans la démarche musicale, beaucoup - et parfois les mêmes - en soulignent également la noirceur, la violence, la tension perpétuelle qui s'en dégage et qu'ils attribuent aux vicissitudes récentes de sa vie privée,,,,,,,,.
Sa façon de chanter, ses partis pris vocalistiques, l'usage (ou l'abus ?) du tremolo, peuvent irriter ou participer, selon d'autres, de cette exaltation dramatique que produisent les arrangements et orchestrations pour l'ensemble des cordes. En Grande-Bretagne plus qu'ailleurs, où la chanteuse a acquis une réputation de douce excentrique, à la musique essentiellement destinée aux "dancefloors", l'album et la tournée qui l'accompagne surprennent, voire déçoivent. Quelques critiques, soulignant le manque de mélodies accessibles et de tubes potentiels, se demandent s'il ne s'agit pas là du disque qui marquera la rupture de Björk avec son public,.
Homogenic permet à Björk d'obtenir, en 1998, pour la troisième fois, le Brit award de la catégorie "Best International Female Solo Artist" (Meilleure artiste solo féminine internationale). L'album fait en outre partie de la liste des 5 nominations pour le Meilleur Album de Musique Alternative des illustres Grammy Awards, dont la cérémonie se déroule le 25 février 1998.

#### L'accueil public
- Grande-Bretagne[59]
- France[60]
- Ensemble des autres pays d'Europe[Note 13]
- Ensemble des pays hors Europe[61]

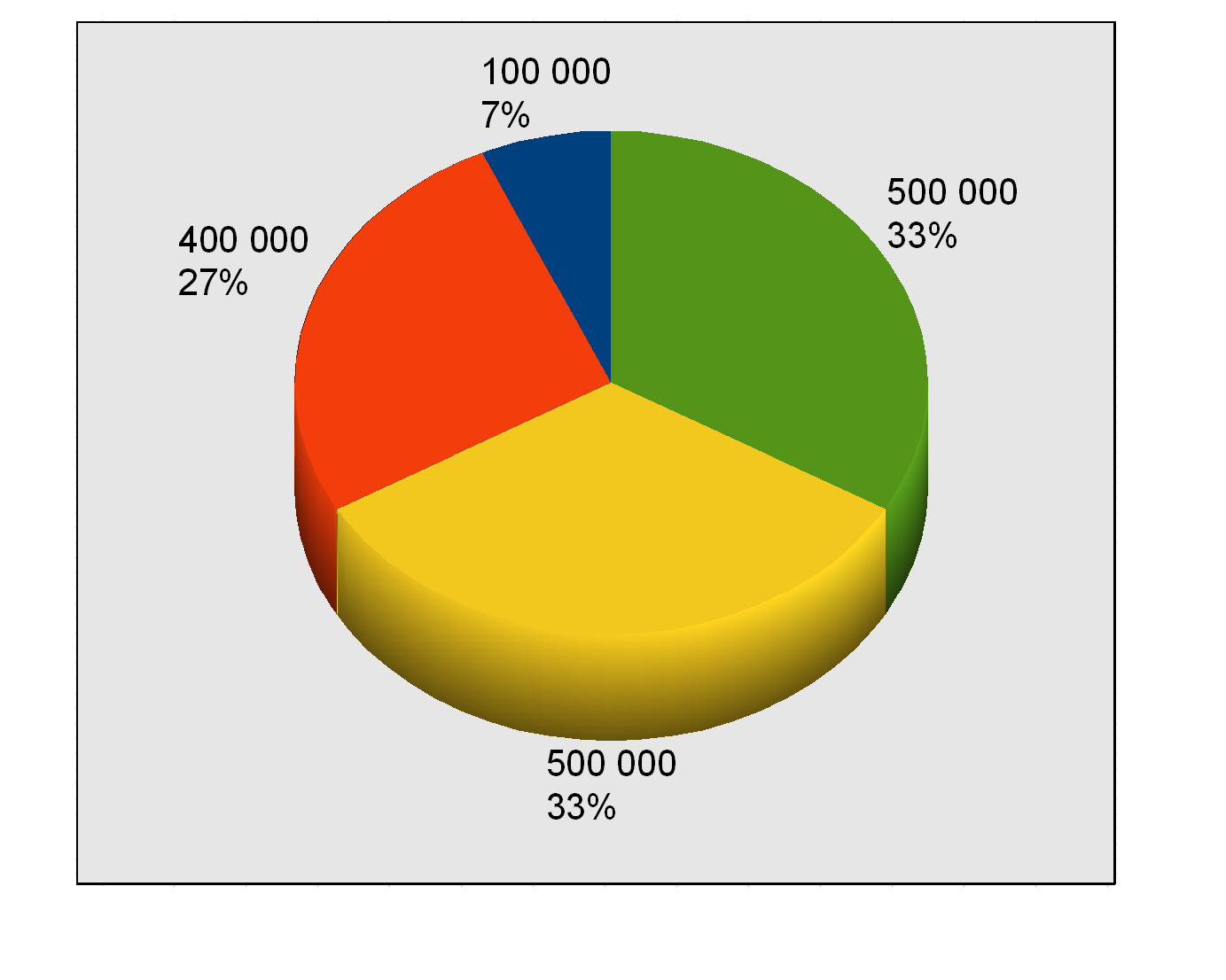
Chiffres / Pourcentages des ventes dHomogenic dans le monde au moment de la sortie de son album suivant Selmasongs:
Grande-Bretagne
France
Ensemble des autres pays d'Europe
Ensemble des pays hors Europe

Dans son livre consacré à Björk la journaliste Evelyn McDonnell, critique au Miami Herald, analyse l’accueil public réservé à l’album: "Si Homogenic s’est moins vendu que les autres albums de Björk, c’est certainement parce que c’est un album sans concession et qu’il faut l’écouter plusieurs fois avant de l’aimer." Evelyn McDonnell fait référence à la fois aux chiffres de ventes du disque dans son propre pays, les États-Unis, et dans le monde entier. Aux États-Unis l'album n'est en effet classé que 9 semaines dans le Billboard 200. À comparer aux 20 semaines de présence de Post et aux 31 semaines de Debut.
Le diagramme ci-contre représente les chiffres approximatifs des ventes d’Homogenic dans différentes parties du monde. Bien que ceux-ci sont pris à des dates différentes la comparaison n’est pas dénuée de sens. En effet le journal britannique Metro signale le 26 septembre 1998 qu'un an après sa parution le disque est en bas de la liste hebdomadaire des 200 meilleures ventes d'album au Royaume-Uni, spécifiant qu'"en terme commercial l’album n’a pas eu un succès retentissant."
En France, le chiffre donné pour 2002 reflète par ailleurs assez bien le niveau de ventes atteint à la fin de 1998, le disque sortant de la liste des 75 meilleures ventes hebdomadaires en mi-98 pour y réapparaître brièvement en 1999, en 2000, et plus significativement en 2001. Plus représentatives sont les positions de 43e et 56e places qu’enregistre le disque dans le classement annuel des meilleures ventes d’album, respectivement pour les années 1997 et 1998. Le rang plus modeste de 131e est atteint en 2001.
L’album reçoit d'autre part un succès plus qu'honorable dans les différents pays d’Europe. En Suisse, par exemple, il obtient un disque d’or (25 000 exemplaires vendus) qui est remis à Björk et Mark Bell à l’issue du Festival "Out in the Green", le 11 juillet 1998, en présence des équipes marketing et promotion du label suisse.

En 2001 Homogenic est ainsi certifié « Disque de Platine » par l'International Federation of the Phonographic Industry (IFPI) pour 1 million d'exemplaires vendus en Europe.

#### L'exception française
- Debut[60]
- Post[60]
- Homogenic[60]
- Selmasongs[65]
- Vespertine[60]
- Medúlla[Note 16]

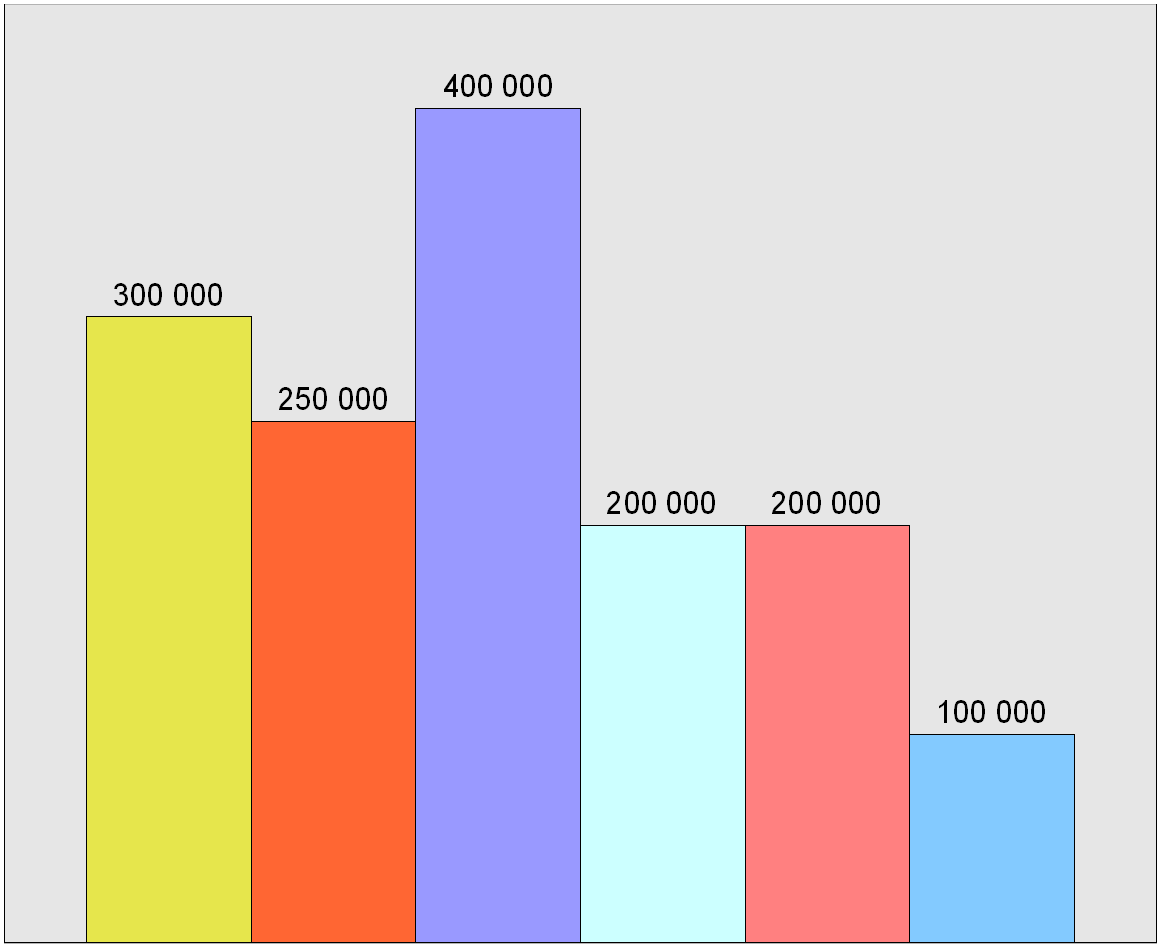
Chiffres de vente des albums de Björk en France:
Debut
Post
Homogenic
Selmasongs
Vespertine
Medúlla

Si, de 1993 à 1996, l'intérêt croissant que suscite Björk dans la presse hexagonale n'est pas comparable à l'engouement dont elle est l'objet en Grande-Bretagne, il dépasse tout de même celui des autres voisins européens du pays. Sa première prestation en solo sur le sol français, aux 15es Transmusicales de Rennes, le 1er décembre 1993, lui vaut article de presse de mode et couverture qui dessinent déjà les contours d'une icône d'une nouvelle tendance. La presse musicale n'est naturellement pas en reste qui consacre non moins de quatre couvertures à la chanteuse à l'occasion de la parution de son deuxième album. Mais à l'inverse de ce qui se passe en Grande-Bretagne, c'est, en France, la sortie d'Homogenic qui donne véritablement à Björk le statut de figure "branchée" de cette fin de décennie. Statut qui atteindra son apogée médiatique entre 2000 et 2002. Certaines personnalités du monde artistique ou littéraire commencent à se déclarer publiquement admiratrices de la chanteuse, à l'image de l'écrivain Amélie Nothomb dans le magazine Le Nouveau Cinema.
Parallèlement Homogenic reçoit en France un accueil public qui dépasse le succès des deux précédents albums de Björk et fait de lui, encore en 2009, le disque le plus vendu de la chanteuse dans l'hexagone (Voir figure ci-contre). Les singles Jóga et surtout Bachelorette, tous deux portés par des clips réalisés par Michel Gondry, font rapidement partie, en France, des morceaux de Björk les plus diffusés en radio. Bachelorette reste, en 2009, le disque single le plus vendu de la chanteuse.

#### Positions d'entrée dans les charts internationaux
Le tableau ci-dessous représente le rang atteint par Homogenic, la première semaine, dans le classement des meilleures ventes d'albums pour différents pays.
| Pays               | Position |
| ------------------ | -------- |
| Islande            | 1        |
| Danemark           | 1        |
| France             | 2        |
| Norvège            | 3        |
| Portugal           | 4        |
| Grande-Bretagne    | 4        |
| Suède              | 5        |
| Australie          | 6        |
| Nouvelle-Zélande   | 8        |
| Allemagne          | 10       |
| Hong Kong          | 10       |
| Suisse             | 13       |
| Belgique           | 14       |
| Finlande           | 14       |
| Japon              | 15       |
| République tchèque | 18       |
| Canada             | 20       |
| Autriche           | 22       |
| États-Unis         | 28       |
| Pays-Bas           | 67       |